# Il corridore di maratona
Il corridore di maratona (Der Läufer von Marathon) è un film del 1933 diretto da Ewald André Dupont.

## Trama
Lore, un'atleta, è corteggiata da tre altri sportivi, Karl e Georg, due studenti, e Barrada, un brasiliano campione di nuoto. Quest'ultimo, benché sia sposato, è talmente preso dalla passione per Lore che trascura gli allenamenti. Così, alle Olimpiadi, mentre Lore vince la medaglia d'oro, Barrada viene tagliato fuori dalla competizione a causa della sua impreparazione. Furioso, accusa la donna e l'auto sulla quale si trovano si capovolge. Barrada viene gravemente ferito, mentre Lore riporta delle leggere contusioni. Le Olimpiadi sono alla fine e Karl e Georg si trovano a competere l'uno contro l'altro nella maratona che chiude i giochi. Karl dovrà ritirarsi e la gara verrà vinta da Georg. Ma il cuore di Lore appartiene a Karl.

## Produzione
Il film fu prodotto dalla Matador-Film GmbH (Berlin). Durante le riprese, venne usato il titolo di lavorazione Der Marathon-Läufer.

## Distribuzione
Distribuito dalla Siegel-Monopolfilm, venne presentato in prima all'Ufa-Palast am Zoo di Berlino il 24 febbraio 1933. Il film uscì nelle sale tedesche con il visto di censura B.33125 del 9 febbraio 1933, visibile a tutti.